# Mary Fenech Adami
Mary Sciberras Fenech Adami  (13 de octubre de 1933-Msida, 8 de julio de 2011) fue la mujer del 7.º Presidente de Malta, Edward Fenech Adami. Fue primera dama de Malta entre 2004 y 2009.
Sciberras Fenech Adami estuvo casada desde 27 de junio de 1965 a 8 de julio de 2011, cuando ella falleció.